# Emil Hoppe
Emil Hoppe (* 2. April 1876 in Wien; † 14. August 1957 Wien) war ein österreichischer Architekt.

## Leben und Wirken
Hoppe studierte von 1898 bis 1901 an der Akademie der bildenden Künste in Wien bei Otto Wagner. Beruflich war er damals schon als freier Architekt tätig. 1909 verließ er Otto Wagners Büro, in dem er zuvor mehrere Jahre gearbeitet hatte und gründete mit zwei anderen Meisterschülern von Wagner, Marcel Kammerer und Otto Schönthal, ein eigenes Büro. Ihre Zusammenarbeit war sehr erfolgreich und sie realisierten nicht nur zahlreiche Gebäude, sondern arbeiteten auch im Bereich Innenarchitektur und Möbeldesign. Marcel Kammerer schied nach dem Ersten Weltkrieg aus und Emil Hoppe betrieb das Büro mit Otto Schönthal weiter. Nach dem Zweiten Weltkrieg arbeitete Hoppe selbständig als Architekt. Hoppe galt als hervorragender Zeichner und wirkte an der Gestaltung der Zeitschrift „Der Architekt“ mit, in der auch viele seiner Entwürfe publiziert wurden.
Er wurde am Sieveringer Friedhof bestattet. Das Grab ist bereits aufgelassen.

## Werke
| Foto  |                 | Baujahr   | Name                                                                               | Standort                                                     | Beschreibung                                                                                                   | Metadaten                                                                                   |
| ----- | --------------- | --------- | ---------------------------------------------------------------------------------- | ------------------------------------------------------------ | --- | ------------------------------------------------------------------------------------------- |
| ja    | Datei hochladen | 1902      | Miethaus                                                                           | Wien 5, Kleine Neugasse 9 Standort                           | | P84(Architekt):Emil Hoppe, Rudolf Breuer P131(Ort):Wien Region-ISO:AT-9                     |
| ja    | Datei hochladen | 1906–1907 | Miethaus                                                                           | Wien 16, Ottakringerstraße 82 Standort                       | verändert | P84(Architekt): P131(Ort):                                                                  |
| BW    | Datei hochladen | 1907      | Managetta-Stiftungshaus                                                            | Wien 1, Riemergasse 6 Standort                               | Anmerkung: mit Paul Hoppe                                                                                      | P84(Architekt):Emil Hoppe, Paul Hoppe P131(Ort):Wien Region-ISO:AT-9                        |
| ja    | Datei hochladen | 1907      | Grabmal Karlik                                                                     | Friedhof Mauer bei Wien Standort                             | Anmerkung: Ausführung der Mosaike durch Leopold Forstner, Gruppe 9, Reihe 2, Nummer 30                         | P84(Architekt): P131(Ort):                                                                  |
| ja    | Datei hochladen | 1907–1910 | Miethaus                                                                           | Wien 17, Rosensteingasse 73 Standort                         | | P84(Architekt):Otto Schönthal, Emil Hoppe, Marcel Kammerer P131(Ort):Wien Region-ISO:AT-9   |
|       | Datei hochladen | 1908      | Kleiner Hof der Kunsthalle                                                         | Kunstschau Wien                                              | zerstört | P84(Architekt): P131(Ort):                                                                  |
| ja    | Datei hochladen | 1909–1910 | Schule                                                                             | Wien 4, Wiedner Gürtel 68 Standort                           | Anmerkung: ehemals Frauen-Erwerb-Verein, mit Paul Hoppe                                                        | P84(Architekt): P131(Ort):Wien Region-ISO:AT-9                                              |
| ja    | Datei hochladen | 1910      | Miethaus HERIS-ID: 26290 Objekt-ID: 22761                                          | Wien 4, Frankenberggasse 3 Standort                          | | P84(Architekt):Emil Hoppe, Marcel Kammerer, Otto Schönthal P131(Ort):Wieden Region-ISO:AT-9 |
| ja BW | Datei hochladen | 1910      | Miethaus                                                                           | Wien 18, Martinstraße 17 Standort                            | | P84(Architekt):Otto Schönthal, Emil Hoppe, Marcel Kammerer P131(Ort):Wien Region-ISO:AT-9   |
|       | Datei hochladen | 1910–1911 | Geschäftslokal der Fa. Bakalowitz                                                  | Wien 1, Spiegelgasse 1                                       | zerstört | P84(Architekt): P131(Ort):                                                                  |
| ja    | Datei hochladen | 1910–1911 | Bahnhof Gösing                                                                     | Gösing Standort                                              | zerstört | P84(Architekt): P131(Ort):                                                                  |
|       | Datei hochladen | 1911      | Geschäftslokal L. Köllner                                                          | Wien 1, Kärntner Straße                                      | zerstört | P84(Architekt): P131(Ort):                                                                  |
|       | Datei hochladen | 1911      | Raum der Gesellschaft Österr. Architekten                                          | Internat. Ausstellung Rom                                    | zerstört Anmerkung: mit Schönthal u. Kammerer                                                                  | P84(Architekt): P131(Ort):                                                                  |
| ja    | Datei hochladen | 1911–1913 | Trabrennbahn Krieau HERIS-ID: 8556 Objekt-ID: 4512                                 | Wien 2, Krieau Standort                                      | Anmerkung: Tribünen                                                                                            | P84(Architekt): P131(Ort):Leopoldstadt Region-ISO:AT-9                                      |
| ja    | Datei hochladen | 1912      | Miethaus                                                                           | Wien 18, Plenergasse 24 Standort                             | | P84(Architekt):Otto Schönthal, Emil Hoppe, Marcel Kammerer P131(Ort):Wien Region-ISO:AT-9   |
| ja BW | Datei hochladen | 1912      | Kanzel der Kathedrale in Trient · Wikidata                                         | Trento, Italien Standort                                     | Anmerkung: mit Schönthal u. Kammerer                                                                           | P84(Architekt):Adamo d’Arogno P131(Ort):Trient Region-ISO:IT-TN                             |
| ja    | Datei hochladen | 1912–1913 | Miethaus                                                                           | Wien 5, Wiedner Hauptstraße 126–128 Standort                 | | P84(Architekt):Otto Schönthal, Emil Hoppe, Marcel Kammerer P131(Ort):Wien Region-ISO:AT-9   |
| ja    | Datei hochladen | 1912–1915 | Wohn- und Geschäftshäuser Westermannhäuser HERIS-ID: 31404 Objekt-ID: 28350        | Wien 1, Dorotheergasse 5–7 Standort                          | | P84(Architekt): P131(Ort):Innere Stadt Region-ISO:AT-9                                      |
| BW    | Datei hochladen | 1912–1915 | Zentralbank der Deutschen Sparkassen                                               | Wien 1, Am Hof 3–4 Standort                                  | | P84(Architekt): P131(Ort):                                                                  |
| ja    | Datei hochladen | 1923      | Haus in Dürnstein HERIS-ID: 56470 Objekt-ID: 65926                                 | Dürnstein 82 Standort                                        | | P84(Architekt): P131(Ort):Dürnstein Region-ISO:AT-3                                         |
| BW    | Datei hochladen | 1923      | Trabrennanlage                                                                     | Marianske Lázne, Tschechien Standort                         | | P84(Architekt): P131(Ort):                                                                  |
|       | Datei hochladen | 1923      | Stadion                                                                            | Prag, Tschechien                                             | | P84(Architekt): P131(Ort):                                                                  |
| ja    | Datei hochladen | 1923–1924 | Miethäuser                                                                         | Wien 13, Premreinergasse 9 u. 13–15 Standort                 | | P84(Architekt): P131(Ort):                                                                  |
|       | Datei hochladen | 1924      | Kommunalis Bank                                                                    | Novi Sad, Serbien                                            | zerstört Anmerkung: 2016 abgerissen                                                                            | P84(Architekt): P131(Ort):                                                                  |
| BW    | Datei hochladen | 1924      | Sanatorium Jovanovic in Beograd                                                    | Kneza Miloša 5, Beograd, Serbien Standort                    | Anmerkung: Auch Hotel Excelsior. Heute Hotel Mercure                                                           | P84(Architekt): P131(Ort):                                                                  |
| ja    | Datei hochladen | 1924–1928 | Sandleiten-Hof HERIS-ID: 48636 Objekt-ID: 52173 Wiener Wohnen: 193                 | Wien 16, Nietzscheplatz 1–2 / Sandleitengasse 43–51 Standort | Von Emil Hoppe, Otto Schönthal und Franz Matuschek wurden die Bereiche südlich der Rosenackerstraße gestaltet. | P84(Architekt): P131(Ort):Wien Region-ISO:AT-9                                              |
|       | Datei hochladen | 1925      | Kammer für Arbeiter u. Angestellte                                                 | Klagenfurt, Bahnhofstraße 44                                 | zerstört | P84(Architekt): P131(Ort):                                                                  |
| ja    | Datei hochladen | 1925–1926 | Friedensbrücke                                                                     | Wien 9 Standort                                              | → Hauptartikel : Friedensbrücke (Wien) f1                                                                      | P84(Architekt): P131(Ort):Wien Region-ISO:AT-9                                              |
| ja    | Datei hochladen | 1926      | Umbau der Souterrainräume des Künstlerhauses Wien HERIS-ID: 40735 Objekt-ID: 40753 | Wien 1, Karlsplatz 5 Standort                                | → Hauptartikel : Künstlerhaus Wien f1                                                                          | P84(Architekt):August Weber P131(Ort):Innere Stadt Region-ISO:AT-9                          |
|       | Datei hochladen | 1927      | Villa Zwilling in Mödling                                                          | NÖ, Roseggerweg                                              | | P84(Architekt): P131(Ort):                                                                  |
| ja    | Datei hochladen | 1928      | Garage, Eingangsbereich und Schwimmhalle des Südbahnhotels HERIS-ID: 111982        | Semmering, NÖ Standort                                       | Anmerkung: Garage 1928 und Schwimmhalle 1932. Die Garage wurde inzwischen wieder abgerissen                    | P84(Architekt):Wilhelm von Flattich P131(Ort):Semmering Region-ISO:AT-3                     |
| ja    | Datei hochladen | 1928–1929 | Zürcher-Hof HERIS-ID: 47983 Objekt-ID: 51357 Wiener Wohnen: 121                    | Wien 10, Laxenburgerstraße 49–57 Standort                    | | P84(Architekt): P131(Ort):Favoriten Region-ISO:AT-9                                         |
| ja BW | Datei hochladen | 1930–1933 | Strindberg-Hof HERIS-ID: 48098 Objekt-ID: 51488 Wiener Wohnen: 137                 | Wien 11, Rinnböckstraße 55–59 Standort                       | → Hauptartikel : Strindberghof f1                                                                              | P84(Architekt): P131(Ort):Wien Region-ISO:AT-9                                              |
| ja    | Datei hochladen | 1933      | Fassade des Miethauses                                                             | Wien 1, Am Hof 11 Standort                                   | → Hauptartikel : Wohnhaus Am Hof 11 f1                                                                         | P84(Architekt): P131(Ort):Wien Region-ISO:AT-9                                              |
|       | Datei hochladen | 1933      | Miethaus                                                                           | Wien 13, Maxingstraße 4b                                     | zerstört | P84(Architekt): P131(Ort):                                                                  |
|       | Datei hochladen | 1936      | Montagehalle der Simmeringer Waggonfabrik                                          | Wien 11, Simmeringer Hauptstraße 38                          | zerstört | P84(Architekt): P131(Ort):                                                                  |
|       | Datei hochladen | um 1936   | Geschäftslokal der NÖ Landeshypothekenanstalt                                      | Wien 1, Hoher Markt                                          | zerstört Anmerkung: Wipplingerstraße 2                                                                         | P84(Architekt): P131(Ort):                                                                  |
|       | Datei hochladen | vor 1937  | Filiale der Zentralsparkasse                                                       | Wien 20, Wallensteinstraße 14                                | zerstört | P84(Architekt): P131(Ort):                                                                  |
|       | Datei hochladen | 1937      | Umbau der Fabrik „Schicht AG Werk Atzgersdorf“                                     | Wien 23 Standort                                             | zerstört Anmerkung: Nicht zu verwechseln mit der Georg Schicht AG in der Donaufelderstraße                     | P84(Architekt): P131(Ort):                                                                  |
|       | Datei hochladen | 1937      | Schalterhalle der Landeshypothekenanstalt für Niederösterreich                     | Wien 1, Am Hof 3–4                                           | zerstört Anmerkung: mit Schönthal                                                                              | P84(Architekt): P131(Ort):                                                                  |
| ja    | Datei hochladen | 1948      | Wiederaufbau „Kugelhaus“                                                           | Wien 1, Am Hof 11 Standort                                   | → Hauptartikel : Wohnhaus Am Hof 11 f1                                                                         | P84(Architekt): P131(Ort):Wien Region-ISO:AT-9                                              |
| ja    | Datei hochladen | 1948      | Wiederaufbau Trabrennbahn im Prater HERIS-ID: 8556 Objekt-ID: 4512                 | Wien 2 Standort                                              | → Hauptartikel : Trabrennbahn Krieau f1                                                                        | P84(Architekt): P131(Ort):Leopoldstadt Region-ISO:AT-9                                      |
|       | Datei hochladen | 1953      | Wohngeschäftshaus                                                                  | Wien 1, Börsegasse 6 Standort                                | zerstört | P84(Architekt):Otto Schönthal, Emil Hoppe P131(Ort):Wien Region-ISO:AT-9                    |
| ja    | Datei hochladen | 1953–1954 | Alois Glauer Hof                                                                   | Wien 23, Erlaaer Straße 3–9 Standort                         | Anmerkung: mit Karl Maria Lang                                                                                 | P84(Architekt): P131(Ort):                                                                  |